# Norimberské purkrabství
Norimberské purkrabství (německy Burggrafschaft Nürnberg) byl stát Svaté říše římské od počátku 12. do konce 15. století. Vystřídaly se zde rody Raabů a Hohenzollernů. Název vznikl od německého města Norimberk (Nürnberg), které bylo purkrabským sídlem. Nazýváno norimberským bylo i poté, kdy purkrabství ztratilo nad městem kontrolu v roce 1219 a Norimberk se stal svobodným říšským městem. Purkrabství zaniklo v roce 1440, kdy bylo rozděleno na Braniborsko-ansbašské markrabství a Braniborsko-baroutské markrabství.

## Galerie

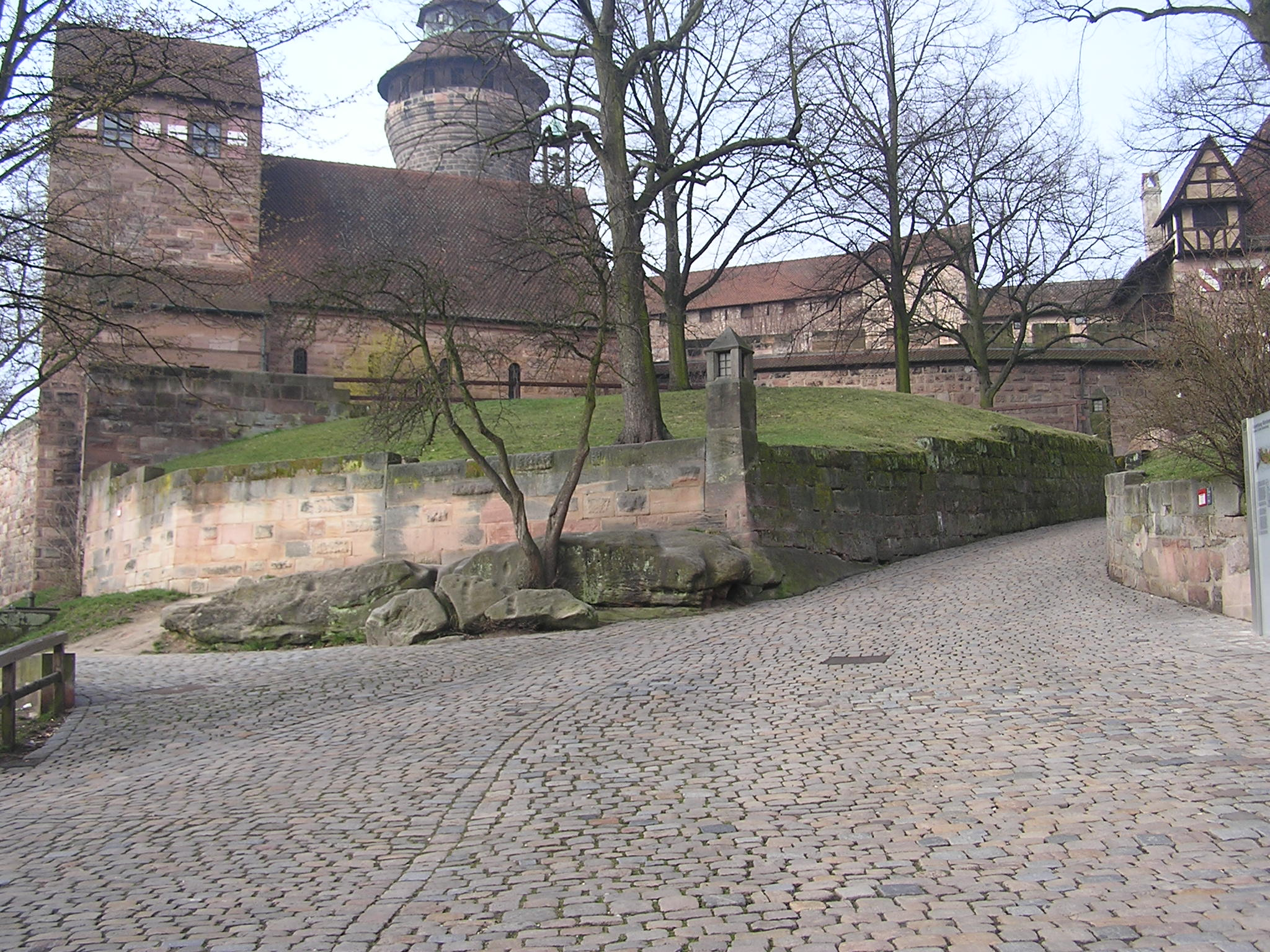
Purkrabský hrad (Burggrafenburg), část Norimberského hradu
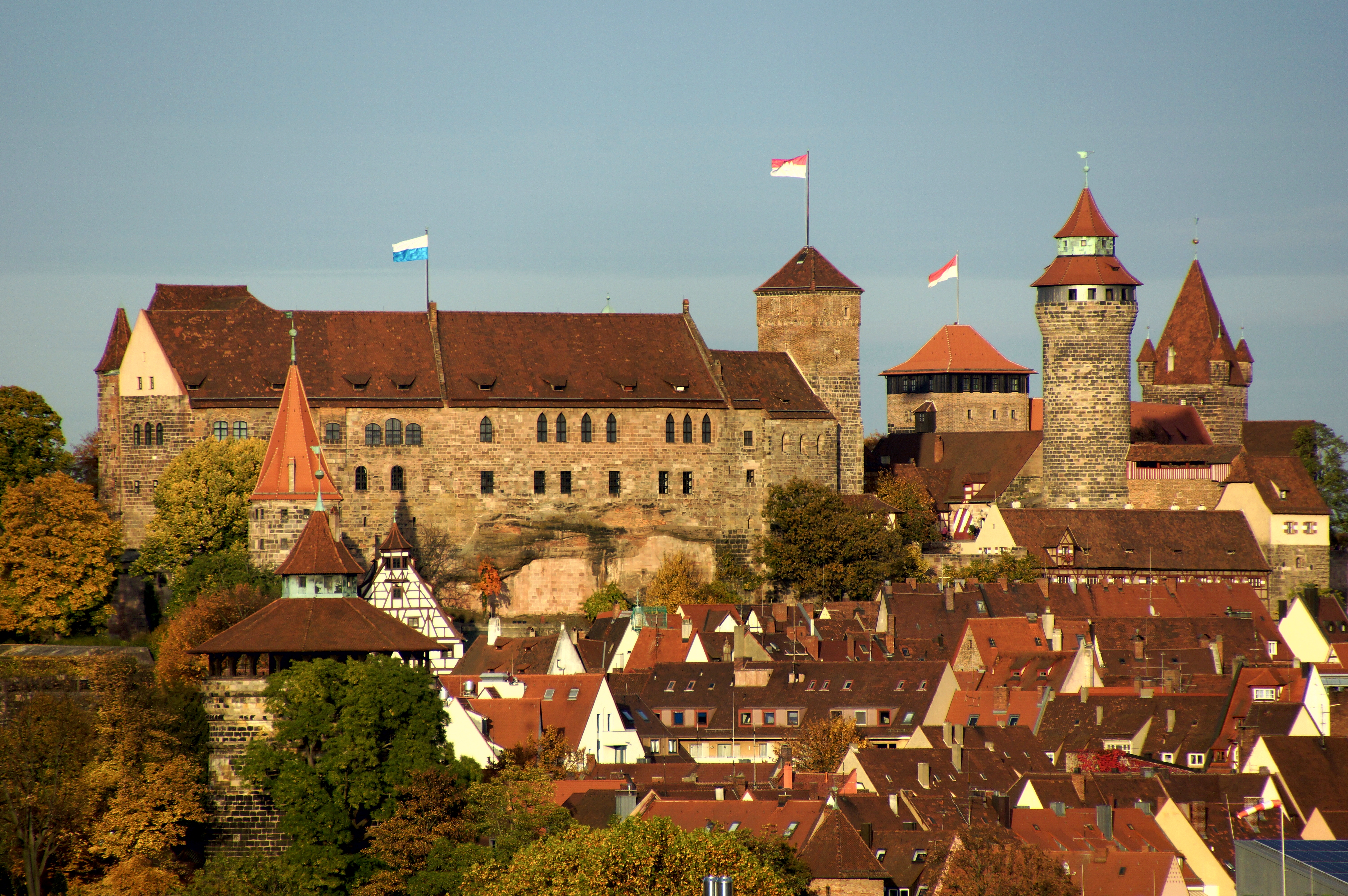
Norimberský hrad, pohled na Císařský hrad (Kaiserburg)
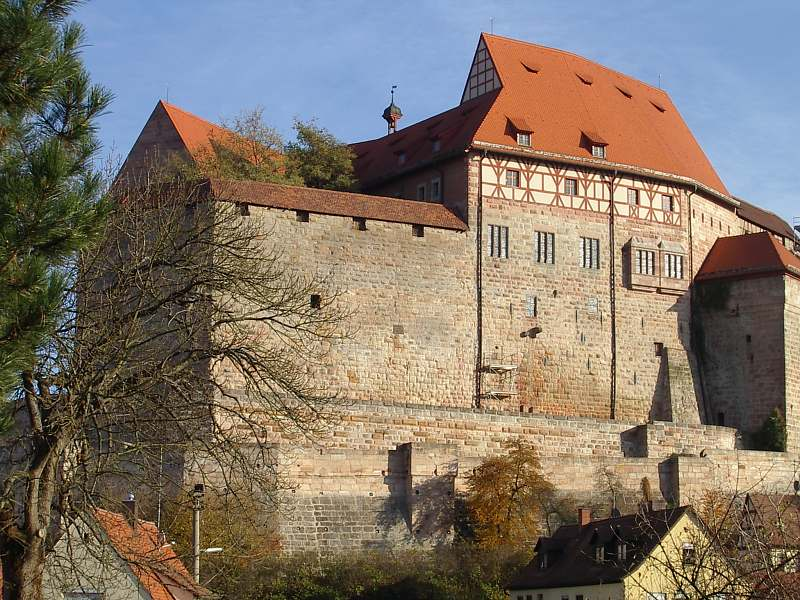
hrad Kadolzburk, sídlo norimberského purkrabího od roku 1260
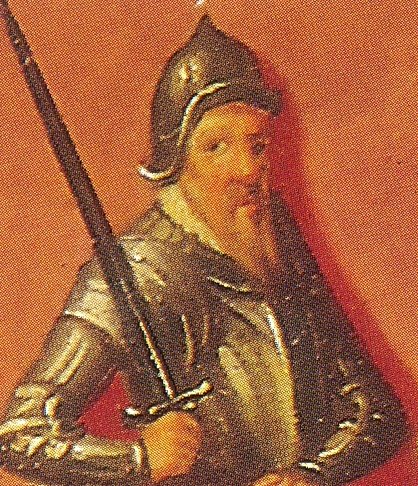
Norimberský purkrabí Fridrich VI., zároveň markrabě braniborský (podobizna z 15. století)

znak purkrabství:
v době Raabů
v době Hohenzollernů
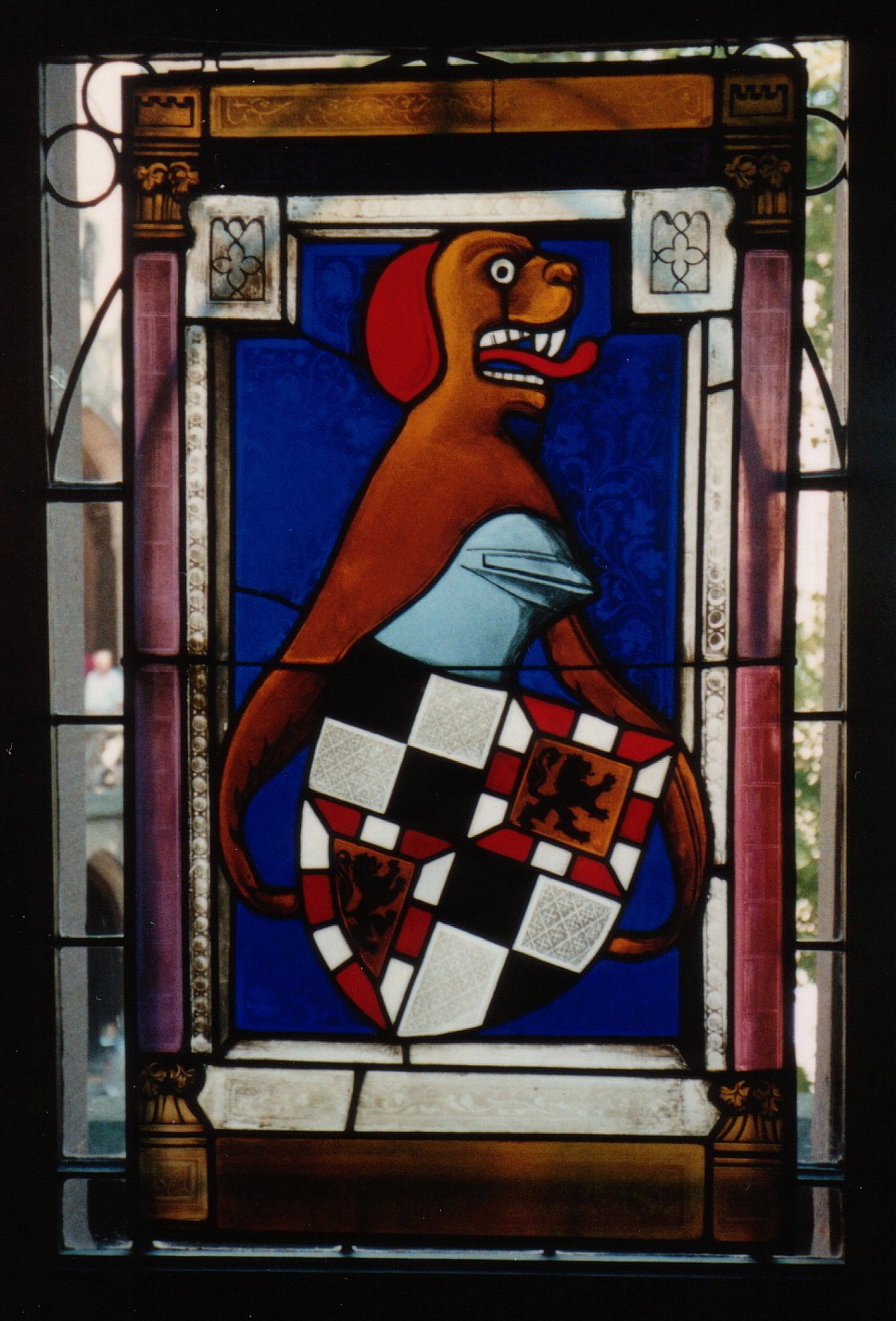
okno se znakem norimberského purkrabího Hohenzollernů